# Batalla de Ist
La batalla de Ist fue un combate naval en el mar Adriático, entre las islas de Škarda y Molat cerca de Ist, el 29 de febrero de 1944 dentro del marco de la batalla del Mediterráneo. El enfrentamiento fue librado entre destructores de las Fuerzas navales de la Francia Libre y una formación de la Kriegsmarine compuesta por dos corbetas, dos buques torpederos y tres dragaminas. La flotilla alemana había sido desplegada para escoltar a un carguero. En el subsecuente combate los franceses lograron destruir el carguero alemán y una corbeta, dañando gravemente un torpedero, sin contar ninguna pérdida antes de retirarse.

## Antecedentes
En 1944 para operar en el mar Adriático, la Marina Real Británica formó la 24ª flotilla de Destructores en Bari formada por diez barcos que incluyeron tres buques pesados franceses o Super, los destructores clase Le Fantasque: Le Fantasque, Le Terrible y Le Malin. Los franceses, bajo el mando del capitán Pierre Lancelot, operarían en la parte norte del Adriático, mientras los británicos harían lo mismo, pero más lejos, al Sur. La velocidad de los destructores franceses, al ser los más rápidos en aquella época, les permitió reaccionar rápidamente tanto en labores de inteligencia como para atacar objetivos.

## Acción
El 29 de febrero los franceses partieron de Manfredonia, cincuenta millas al norte de Bari, dirigiéndose hacia el Adriático. Al propio tiempo, un convoy alemán zarpó de Pola acompañado de una fuerte escolta: los buques torpederos TA36 y TA37, de la anterior clase Ariete italiana Stella Polare y Gladio; los caza-submarinos UJ201 y UJ205, corbetas de la clase italiana Gabbiano Egeria y Colubrina; y tres pequeños dragaminas. Escoltaban un carguero de 6,311 toneladas, el Kapitan Diederichsen. Los escoltas alemanes habían sido comisionados recientemente  y era apenas su segunda operación. Ambos se dirigían el uno hacia el otro en la oscuridad de la noche con escasa luz de luna.
A las 21:35 horas, el radar de Le Terrible detectó los objetivos más al norte y navegó hacia ellos. Cuando se confirmó que se trataba de buques no-aliados, los franceses abrieron fuego aproximadamente a 8,000 metros, justo al oeste de la Isla de Ist, sorprendiendo a los alemanes. Le Malin abrió fuego sobre el objetivo más grande. el cual era el carguero, acertando el primer golpe. Los alemanes intentaron usar cortinas de humo, pero los destructores, gracias a su velocidad, pronto se acercaron utilizando su radar. Le Terrible asestó más golpes en el carguero, mientras Le Malin apuntó hacia el buque escolta más cercano. A 4,000 metros, el buque Le Terrible disparó una salva de torpedos; el primero falló, pero el segundo impactó en medio del carguero. que comenzó a arder ferozmente y pronto quedó a la deriva de manera irremediable.
Entretanto, el UJ201 fue impactado pronto por los proyectiles de 90 libras de Le Malin; una vez hallado el rango, la corbeta alemana fue impactada seis veces más y pronto fue envuelta en llamas. Le Malin estaba bastante cerca para lanzar una salva de torpedos; uno acertó y fue suficiente para detonar la santabárbara del barco causando una explosión enorme y hundiéndose inmediatamente con toda su tripulación. Ambos Le Terrible y Le Malin atacaron entonces al resto de los escoltas alemanes; el TA36 fue cercado por la artillería, siendo rápidamente golpeado en la proa y padeciendo ligero daño. El TA37 fue impactado en el cuarto de máquinas, que estalló en llamas, lo que le hizo perder velocidad rápidamente.
Lancelot estuvo a punto de hundir el barco alemán, pero al creer ver las siluetas de Schnellboot decide retirarse. Eran en realidad los dragaminas a motor viniendo en ayuda con la tripulación del carguero afectado y por los supervivientes del UJ201. Lancelot se dirigió al sur de regreso al puerto.

## Consecuencias
El Kapitan Diederichsen permaneció a flote, aunque solo por corto tiempo. Se intentó remolcarlo sin éxito por lo que los supervivientes fueron rescatados por los escoltas alemanes. El TA37 severamente dañado fue remolcado exitosamente y alcanzó el puerto de Pola.
Las fuerzas francesas permanecieron en el Adriático durante medio año bombardeando Zante, y el 19 de marzo hundieron dos transbordadores Siebel SF273 y SF274 en su camino a Pylos y dañaron a otro dos. En agosto participaron en la Invasión del sur de Francia.